# Бондаревка (Коломакский район)
Бондаревка (укр. Бондарівка), село, 
Шляховский сельский совет,
Коломакский район,
Харьковская область.
Код КОАТУУ — 6323281203. Население по переписи 2001 года составляет 96 (49/47 м/ж) человек.

## Географическое положение
Село Бондаревка находится
на пересечении автомобильных дорог E 40 (М-03) и Т-2117.
К селу примыкает село Андрусовка.

## История
- 1775 — дата основания.

## Экономика
- Отделение сельхозтехники.